# Кулиџ (Канзас)
Кулиџ (енгл. Coolidge) град је у америчкој савезној држави Канзас.

## Демографија
По попису из 2010. године број становника је 95, што је 9 (10,5%) становника више него 2000. године.
| Група             | 2000.      | 2010.      |
| Белци             | 56 (65,1%) | 63 (66,3%) |
| Афроамериканци    | 0 (0,0%)   | 0 (0,0%)   |
| Азијати           | 0 (0,0%)   | 0 (0,0%)   |
| Хиспаноамериканци | 29 (33,7%) | 32 (33,7%) |
| Укупно            | 86         | 95         |